# Trịnh Thị Nga
Trịnh Thị Nga (sinh 1961) là đại biểu Quốc hội Việt Nam khóa 11, thuộc đoàn đại biểu Bình Phước.